# Versuchsflakwagen
 (mai 2023).
La mise en forme du texte ne suit pas les recommandations de Wikipédia : il faut le « wikifier ».
Les points d'amélioration suivants sont les cas les plus fréquents :
- Les titres sont pré-formatés par le logiciel. Ils ne sont ni en capitales, ni en gras.
- Le texte ne doit pas être écrit en capitales (les noms de famille non plus), ni en gras, ni en italique, ni en « petit »…
- Le gras n'est utilisé que pour surligner le titre de l'article dans l'introduction, une seule fois.
- L'italique est rarement utilisé : mots en langue étrangère, titres d'œuvres, noms de bateaux, etc.
- Les citations ne sont pas en italique mais en corps de texte normal. Elles sont entourées par des guillemets français : « et ».
- Les listes à puces sont à éviter, des paragraphes rédigés étant largement préférés. Les tableaux sont à réserver à la présentation de données structurées (résultats, etc.).
- Les appels de note de bas de page (petits chiffres en exposant, introduits par l'outil «  Source ») sont à placer entre la fin de phrase et le point final[comme ça].
- Les liens internes (vers d'autres articles de Wikipédia) sont à choisir avec parcimonie. Créez des liens vers des articles approfondissant le sujet. Les termes génériques sans rapport avec le sujet sont à éviter, ainsi que les répétitions de liens vers un même terme.
- Les liens externes sont à placer uniquement dans une section « Liens externes », à la fin de l'article. Ces liens sont à choisir avec parcimonie suivant les règles définies. Si un lien sert de source à l'article, son insertion dans le texte est à faire par les notes de bas de page.
- La présentation des références doit suivre les conventions bibliographiques. Il est recommandé d'utiliser les modèles {{Ouvrage}}, {{Chapitre}}, {{Article}}, {{Lien web}} et/ou {{Bibliographie}}. Le mode d'édition visuel peut mettre en forme automatiquement les références.
- Insérer une infobox (cadre d'informations à droite) n'est pas obligatoire pour parachever la mise en page.

Pour une aide détaillée, merci de consulter Aide:Wikification.
Si vous pensez que ces points ont été résolus, vous pouvez retirer ce bandeau et améliorer la mise en forme d'un autre article.
Le nom Versuchsflakwagen (véhicule anti-aérien prototype), ou VFW, désigne une série de véhicules anti-aériens, tous restés soit au stade de prototype, soit à celui de la planche à dessin, étudiés entre 1942 et 1943, dans le but de fournir aux unités de blindés de la Wehrmacht des canons anti-aériens automoteurs de différents calibres, puissances, et caractéristiques. Dans cette série de véhicules sont comptés les Versuchsflakwagen-Leichte fuer 2 cm Flak-Vierling, Versuchsflakwagen-Leichte fuer 3.7 cm Flak, Versuchsflakwagen 8.8 cm Flak auf Sonderfahrgestell, et enfin le Gep.Sfl. fuer Flak 41 (VFW II) from Krupp and 8.8 cm Flak 41 (Sf.), ou VFW Panther.

## Histoire
Les différents modèles de VFW ayant en commun uniquement leur rôle, chaque modèle différant largement de l'autre, sauf dans le cas du Versuchsflakwagen-Leichte fuer 2 cm Flak-Vierling, fuer 3.7cm Flak, leurs histoires respectives seront détaillées dans la catégorie Variantes de cet article.

## Variantes

### Versuchsflakwagen 8.8 cm Flak auf Sonderfahrgestell (Pz.Sfl.IV c)
Avant même le départ du développement d'un VFW, le châssis du VFW 8,8cm, le Pz.Sfl.IVc, montant un canon 8,8cm L/56 fut commandé en trois exemplaires à Krupp dans le but de détruire à longue distance les bunkers de la ligne Maginot. Après la défaite de la France en juin 1940, le véhicule fut reconsidéré pour devenir un chasseur de chars, en tant que canon automoteur antichars. Cependant, comme le fit remarquer Krupp dans ses rapports fiscaux annuels, le châssis du Pz.Sfl.IVc fut jugé comme trop peu armé, et il fut partiellement ignoré au profit des Tigers Henschel et Porsche. Ce n'est qu'en juin 1942 que Krupp propose un véhicule utilisant le même châssis, mais montant un 8,8cm Flak L/71 en tant que Versuchflakwagen. Il fut commandé à Krupp de produire deux Flakwagen avec 8,8cm Flak L/71 entre avril et mai 1943.
La transmission originale, la SMG90, et les boîtiers de direction Henschel L320C échouèrent aux tests conduits sur un autre véhicule en novembre 1942. L-Flak s'accorda cependant avec Krupp pour installer une transmission SSG76 et un boîtier de vitesse produit par Krupp. D'autres essais de conduite et de mobilité, exécutés avec un Pz.Sfl.IVc (8.8 L/56) en décembre 1942 déterminèrent que la SMG90 et le boîtier de vitesses L320C n'étaient pas adaptés au combat.
À cause de bombardements sur Essen, l'assemblage d'un VFW fut transféré début octobre 1943 à Krupp-Grusonwerk, à Magdeburg, où il fut complété au début de novembre 1943. Le 5 novembre, Dipl. Ing. Klein prévint Krupp-Essen que l'assemblage d'un deuxième VFW n'était pas nécessaire, et autorisa Krupp à ferrailler les parties déjà terminées.
En janvier 1944, le Reichminister Speer ordonné à Krupp de cesser le développement du 8.8 cm Flak 41 auf Selbstfahrlafette, car d'autres conceptions et réalisations étaient plus urgentes. Le 8,8cm Flakwagen était désormais obsolète pour l'escorte des Panzers, car les cibles aériennes à haute altitude pouvaient être engagées par des 8,8cm Flak montés en affût stationnaire, et des canons de 3,7cm et de 5,5cm automatiques étaient requis pour engager des cibles aériennes exécutant des passes ou volant à basse altitude. En plus, le contrôle d'une batterie mobile n'était pas possible du fait que l'équipement permettant de transmettre les commandes de tir par signal radio ou optique entre le commandant du véhicule et le Flakwagen n'était pas développé, et connecter des câbles aurait causé un trop grand tort à la mobilité et à l'efficacité tactique du véhicule. Après l'installation d'une transmission SSG76 et d'un boîtier de vitesse Krupp, un Flakpanzer Krupp avec un 8,8cm Flak 41 subit des tests de conduite et de tir à Oxbol, au Danemark, du 3 au 9 mai 1944. Sur les routes à virages serrés, le véhicule pouvait maintenir une vitesse de 40 à 50 km/h, et pouvait être conduit sur de longues périodes à 60 km/h, cela sans surcharger le moteur, un Maybach HL 90. Comme commandé en mars 1944, un 8,8cm Flak 37 fut monté sur ce même châssis à la place du Flak 41.
Le seul Schwere Flakpanzer avec un 8,8cm Flak 37 fut envoyé en Italie afin de procéder à des essais sur le terrain dans les rangs de Heeres Flakartillerie-Abteilung (Sf.) 304, au sein de la 26. Panzer-Division.

### Versuchsflakwagen-Leichte fuer 2 cm Flak-Vierling, 3. 7 cm Flak, oder 5 cm Flak
Le 2 septembre 1942, Dipl.Ing. Klein a demandé à Krupp de proposer un Gepanzerter Selbstfahrlafette pour des canons anti-aériens légers comme le 3,7cm FlaK 36, Geraet 339, et le 2cm Flakvierling. Le total, avec l'arme, les munitions et l'équipage de 7 hommes devaient peser à peu près 4,5 tonnes. La suspension, transmission et autres composants pourraient être pris du Pz.Kpfw "Luchs". La base du châssis devait être modelée d'après le Gep.Sfl fuer Geraet 42 avec des côtés rabattables pour la plateforme. L Flak promit de fournir à Krupp un châssis de Luchs et un schéma pour le 2cm Flakvierling.
D'autres progrès furent faits sur le "Gep.Sfl. fuer leichte Flak (VFWL)" quand le 1e octobre 1942, Dipl.Ing. Klein fournit les prémices d'un dessin conceptuel pour le VK.16.02 (Leopard), des dessins avec mesure pour ce même Leopard, des dessins pour le 3,7cm et 2cm Flak-Vierling. Parce qu'il était fort improbable que la production du Luchs continue, Krupp proposa le 13 octobre d'utiliser les composants du Leopard. Le 4 novembre 1942, Krupp donna le design conceptuel du véhicule à Dipl.Ing. Klein d'un Gep.Sfl fuer 3,7cm Flak 36, 2cm Vierling,  Geraet 338 V4 (renommé plus tard en 3,7cm Flak 43) ainsi que celui pour le le.F.H.43 en tant que Grille 10. Le poids total du véhicule, basé sur des composants du Leopard était de estimé à 25 tonnes.
Après l'annulation du projet Leopard en 1943, Dipl.Ing. Klein demandé à Krupp de retravailler le Gep.Sfl fuer le.Flak (VFW L) en se basant sur des composants du Pz.Kpfw IV ou du le.F.H.43(Sfl.)Kp.I. Les prémices suivantes furent établies:
| Poids        | 25 tonnes                    |
| Moteur       | Maybach HL100 de 400 chevaux |
| Transmission | AK 7-80                      |
| Suspension   | Pz.Kpfw.IV                   |
| Vitesse      | 45 à 50 km/h                 |

Puisque le système d'armement était un canon anti-aérien pouvant monter jusqu'à 5cm, employable également contre des cibles terrestres, il devait pouvoir immédiatement ouvrir le feu. Pour la même raison, l'épaisseur du blindage devait être la plus grande possible, tout en restant dans la condition du poids de 25 tonnes. Le 2cm Flak-Vierling et le 3,7cm Flak devaient être montés sur des ports. Une base plate spéciale avec piédestal pouvait être rivée, créée spécialement pour le 5cm Flak. Les canons anti-aériens pouvaient être démontés avec les outils appropriés. Le 1 février 1943, Wa Pruef 6 promit de livrer deux moteur HL90 à Krupp pour le VFWL. Le 22 février 1943, Krupp fournit à Dipl.Ing. Klein les dessins du VFWL avec un 3,7cm Flak 43 et avec le 5cm Geraet 58.

### Gep.Sfl. fuer Flak 41 (VFW II) & 8.8 cm Flak 41 (Sf.) Panther I
En 1942, Krupp commença à concevoir un Versuchsflakwagen (voir paragraphe Introduction) en tant que châssis automoteur pour le canon de 8,8cm, à destination de la Luftwaffe. La conception initiale avait de tout nouveaux composants de mécanisation, qui n'avaient pas encore été testés précédemment sur d'autres véhicules. Dans une autre tentative d'unification de la conception, Wa Pruef 6 ordonné que le châssis de tout nouveau véhicule conçu soit dérivé des châssis du Luchs, Leopard, Tiger ou Panther.
Dans une rencontre avec Dipl.lng.Klein (L Flak 4/VI) le 2 septembre 1942, Krupp proposa que les composants suivants soient réutilisés dans la conception et production de futurs Panzers de la série des Flakwagen (VFW) "fuer Geraet 42" (plus tard renommés 8,8cm Flak.41 L/71):
1. Les suspension et galets de Panther avec 860mm de diamètre, la suspension du Leopard n'étant pas satisfaisante, car de plus hauts galets augmentaient la hauteur du tir de 100mm).
2. Le moteur du Leopard, un HL 157 de 550 chevaux à 3 500 tr/min.
3. La transmission ZF AK 7-120 du Leopard.
4. Une conduite de véhicule issue de celle du Leopard, ou un nouveau design de Krupp à cause du long contact au sol des chenilles. Le poids total d'un véhicule en ordre de combat serait ainsi de 31 tonnes, et la hauteur du tir à 2 450 mètres.
Les autres spécifications incluaient:
| Spécification                                    | Valeurs                             |
| ------------------------------------------------ | ----------------------------------- |
| Blindage                                         | 30mm à l'avant, 16mm sur les flancs |
| Longueur du châssis                              | 6,7 mètres                          |
| Longueur avec le canon                           | 9,9 mètres                          |
| Largeur du châssis                               | 3,2 mètres                          |
| Largeur avec les plateformes latérales abaissées | 6,5 mètres                          |
| Largeur de l'intérieur du châssis                | 1,8 mètres                          |
| Largeur du contact des chenilles                 | 3,9 mètres                          |
| Epaisseur des chenilles                          | 0,6 mètres                          |
| Centre des chenilles                             | 2,6 mètres                          |
| Hauteur au sol                                   | 0,54 mètres                         |
| Capacité de carburant                            | 550 litres                          |
| Rayon d'action sur route                         | 300 à 350 kilomètres                |
| Rayon d'action en tout terrain                   | 200 à 250 kilomètres                |
| Capacité de stockage de munitions                | 36 munitions                        |
| Elevation                                        | 90°                                 |
| Rotation                                         | 360°                                |

Au 4 novembre 1942, les composants du Leopard avaient été produits, et Krupp compléta un nouveau dessin du Gep. Sfl. fuer Geraet 42 -VFW 2- Serienausfuehrung basé sur les composants du prototype du Panther de M.A.N. Les composants nécessaires ajoutés étaient la suspension, l'ajustement du galet d'entraînement, les galets, la conduite avec les mêmes contrôles que sur le Leopard, c'est-à-dire que les pédales de vitesse et les manettes de contrôle ne changeraient pas, une transmission AK 7-200, et le Maybach HL 230, à 700 chevaux à 3000 tr/min. La reconception du nouveau châssis automoteur avait la même superstructure que le VFW original, avec des panneaux latéraux amovibles. Aucune altération de fut autorisée jusqu'à ce que le prototype orignal  de VFW puisse être testé et expérimenté. 
Le 22 octobre 1942, Dipl.lng. Klein (GI/Flak) informa Krupp que la base du nouveau Gep.Sfl. fuer Flak 41 (ou VFW II) devrait être le Panther II. Des composants pour le Panther II commenceraient à être livrés, et les châssis de Panther I déjà livrés pourraient être renvoyés pour reconversion. Le 21 décembre 1943, GL/Flak reocupa le contrat 0084/6714/42 (contrat pour la production et livraison de VFW II) avec Krupp pourr concevoir le schw. Flak VFW II. Le 13 janvier 1944, Dipl. Ing. Klein rapporta que Krupp avait beaucoup de difficultés pour désigner une Turm fuer 8.8 cm Flak 41 auf Sfl. (tourelle de 8,8cm Flak.41 sur châssis automoteur). L'échéance pour le projet fut alors reportée indéfiniment.
A la fin de Janvier 1944, Krupp et Rheinmetall furent tout les deux informés que le Reichminister Speer avait décidé de stopper le développement du 8,8cm Flak. 41 Ausf. Sfl Panther I car il y avait d'autres développements urgents. Au milieu de Février 1944, une décision fut prise que le 8,8cm Flakwagen d'escorte des Panzers était surpassé, car des avions volants à basse altitude pouvaient être engagés par des 88 stationnaires sur els flancs des colonnes, et le développement de châssis automoteurs pour les 3,7cm et 5,5cm Flaks furent privilégiés et requis contre les avions d'attaque au sol.